# Acțiune de aur
O acțiune de aur este o acțiune nominală care poate depăși toate celelalte acțiuni în anumite circumstanțe specificate, adesea deținute de o organizație guvernamentală, într-o companie guvernamentală aflată în curs de privatizare și transformare într-o societate pe acțiuni.

## Scop
Această acțiune conferă organizației guvernamentale sau altui acționar dreptul de vot decisiv, astfel încât să depășească toate celelalte acțiuni, în cadrul unei adunări a acționarilor. De obicei, acest lucru va fi implementat prin clauze din statutul unei companii și va fi conceput pentru a preveni construirea de părți peste un anumit nivel procentual de proprietate sau pentru a oferi guvernului sau altui acționar drept de veto asupra oricărei acțiuni corporative majore, cum ar fi vânzarea unui activ major sau a unei filiale sau a companiei în ansamblu.
În contextul acțiunilor de aur deținute de guvern, această cotă este adesea păstrată doar pentru o anumită perioadă de timp pentru a permite unei companii nou privatizate să se obișnuiască să opereze într-un mediu public, cu excepția cazului în care proprietatea asupra organizației în cauză este considerată a fi de importanță majoră pentru interesele naționale, de exemplu din motive de securitate națională.
NATS Holdings, principalul furnizor de servicii de navigație aeriană din Regatul Unit, este un exemplu de companie cu o acțiune de aur.